# STS-81
STS-81は、1997年1月にスペースシャトルアトランティスがロシアの宇宙ステーションミールを訪れたミッションである。

## 乗組員
- 船長 - マイケル・A・ベーカー（英語版） (1)
- 操縦手 - ブレント・ジェット（英語版） (2)
- ミッションスペシャリスト - ピーター・ウィソフ(3)
- ミッションスペシャリスト - ジョン・グランスフェルド（英語版） (2)
- ミッションスペシャリスト - マーシャ・アイビンス(4)
- ミッションスペシャリスト（出発時） - ジェリー・リネンジャー(2)
- ミッションスペシャリスト（帰還時） - ジョン・ブラハ(5)

## ミッションパラメータ
- 質量:2,250 kg
- 近点:380 km
- 遠点:392 km
- 軌道傾斜角:51.6°
- 軌道周期:92.2分

### ミールとのドッキング
- ドッキング:1997年1月15日 03:54:49 UTC
- ドッキング解除:1997年1月20日 02:15:44 UTC
- ドッキング継続時間:4日22時間20分55秒

## ミッションハイライト

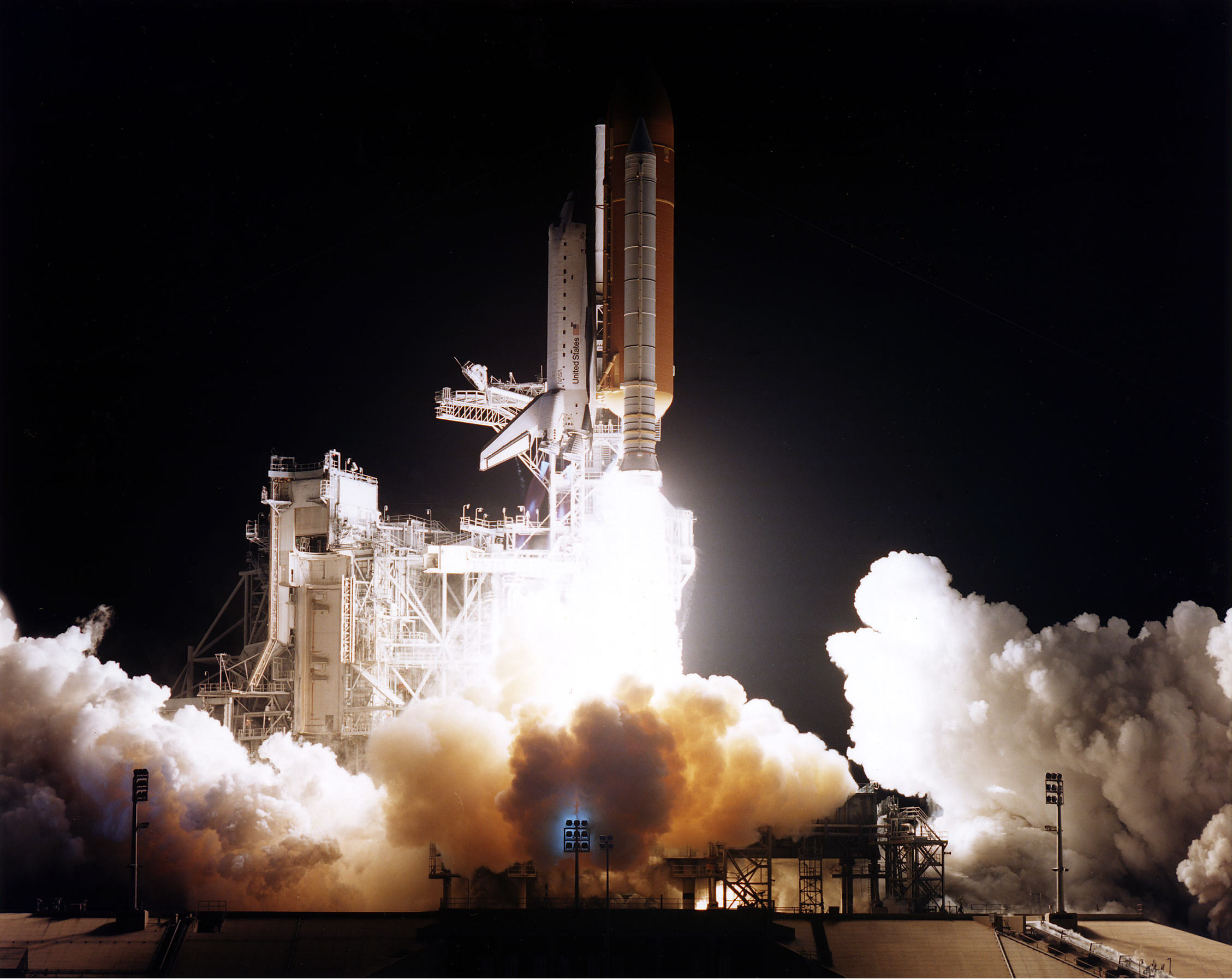
STS-81のミッションでミールに向けて離陸するアトランティス

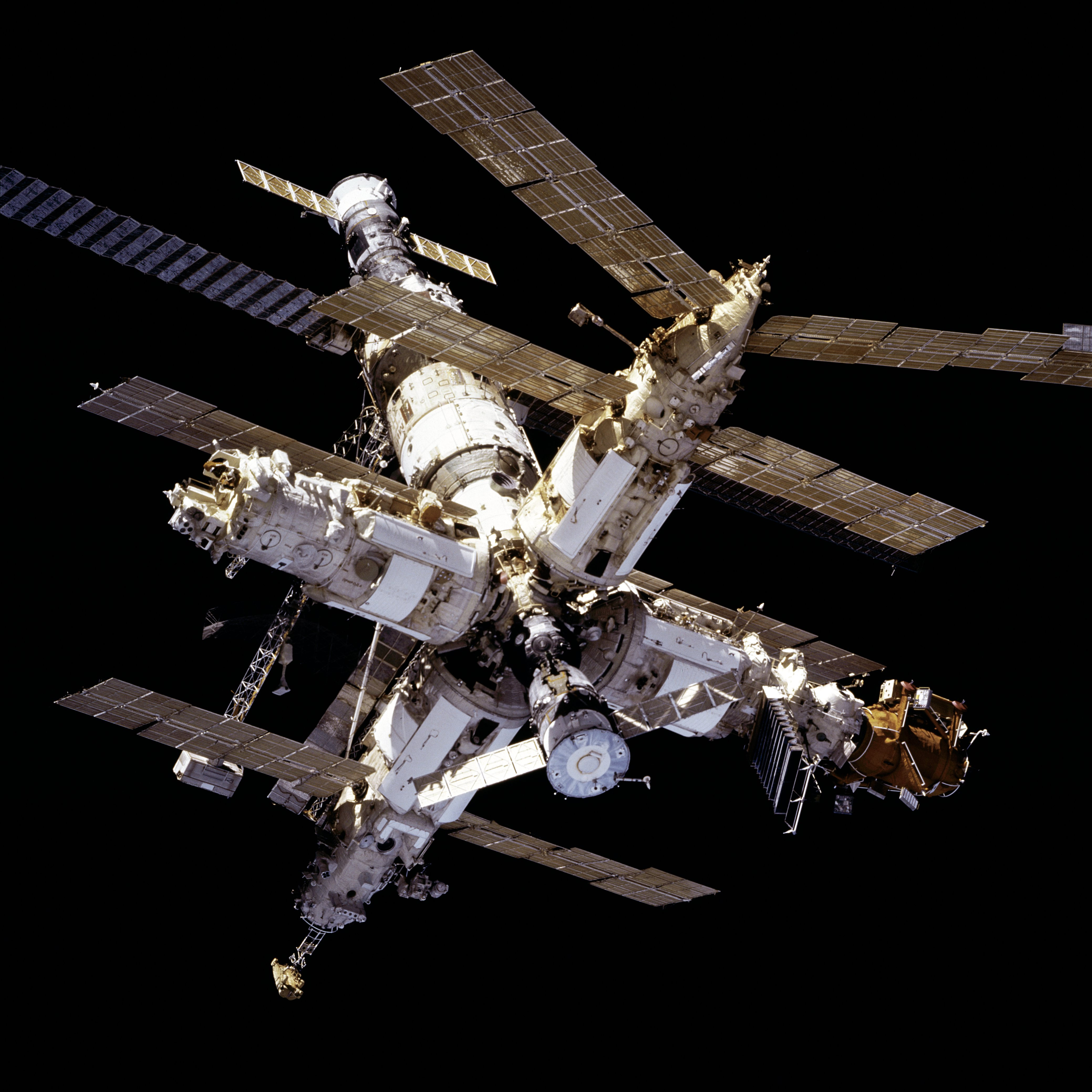
ドッキング中のミール宇宙ステーション

STS-81は、ミールへの予定された9回の飛行のうち5回目で、アメリカ側の宇宙飛行士の2回目の交代であった。1996年9月19日から滞在していたジョン・ブラハは、ジェリー・リネンジャーと交代した。リネンジャーはミールに4ヶ月以上滞在し、STS-84で地球に帰った。
アトランティスは、スペースハブ社のダブルモジュールを運び、ミッドデッキのロッカーとして用いられた。ミールとドッキングしていた5日間で、乗組員は水と食糧を運び込んだ。アトランティスの出発後、リネンジャーは宇宙遊泳を行った。
STS-81のミッションでは、地球科学、基礎生物学、人間科学、微少重力、宇宙科学等の分野の実験が行われ、これらのデータは国際宇宙ステーションの設計や開発等に役立てることが期待された。

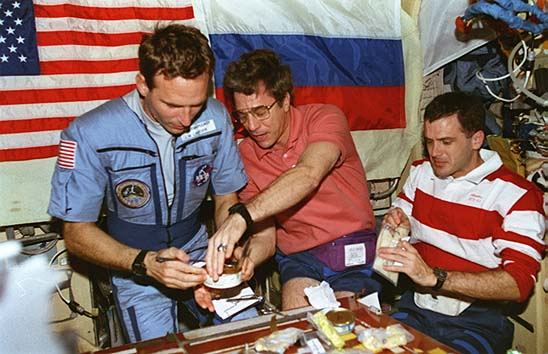
テーブルの周りに集まってロシア食を試食するジェリー・リネンジャー、ジョン・ブラハとジェフ・ウィソフ

STS-81では、それまでで最多となる2,710kgの荷物がミールに運ばれた。ドッキング中、635kgの水、516.1kgのアメリカ合衆国の科学機器、1,000.7kgのロシアの貨物、121.7kgの雑貨がミールに運び込まれ、570.0kgのアメリカ合衆国の科学機器、404.5kgのロシアの貨物、97.3kgの雑貨がミールからアトランティスに運ばれて地球に持ち帰られた。
1997年最初のスペースシャトルの飛行のハイライトは、118日間ミールに滞在したアメリカの宇宙飛行士ジョン・ブラハが地球に帰還したことと、2機の宇宙船がこれまでで最多の貨物を運搬したことである。アトランティスは、宇宙で完全なサイクルを過ごした最初の植物（種の状態で宇宙に持ち込まれ、種をつけた小麦）を地球に持ち帰った。予定された9回のうちの5回目のNASAとロシア宇宙庁の共同ミッションとなり、リネンジャーはミールに滞在する3人目のアメリカ側の宇宙飛行士となった。スペースハブ社のダブルモジュールは、前回のミッションでも宇宙に行っており、2度目の宇宙の滞在となった。
ブラハは、1996年9月19日にSTS-79でミールを訪れ、第22次長期滞在のワレリー・コズルン、アレクサンドル・カレリと合流した。リネンジャーは、2月に第23次長期滞在のワシリー・ツィブリエフ、アレクサンドル・ラズトキンとドイツの研究者ラインホルト・エヴァルトが来るまで、この2人と過ごした。エヴァルトは短期間ミールに滞在した後、第22次長期滞在の乗組員とともに地球に戻った。1997年5月にSTS-84でミールを訪れたマイケル・フォーレと交代して、リネンジャーも地球に戻った。

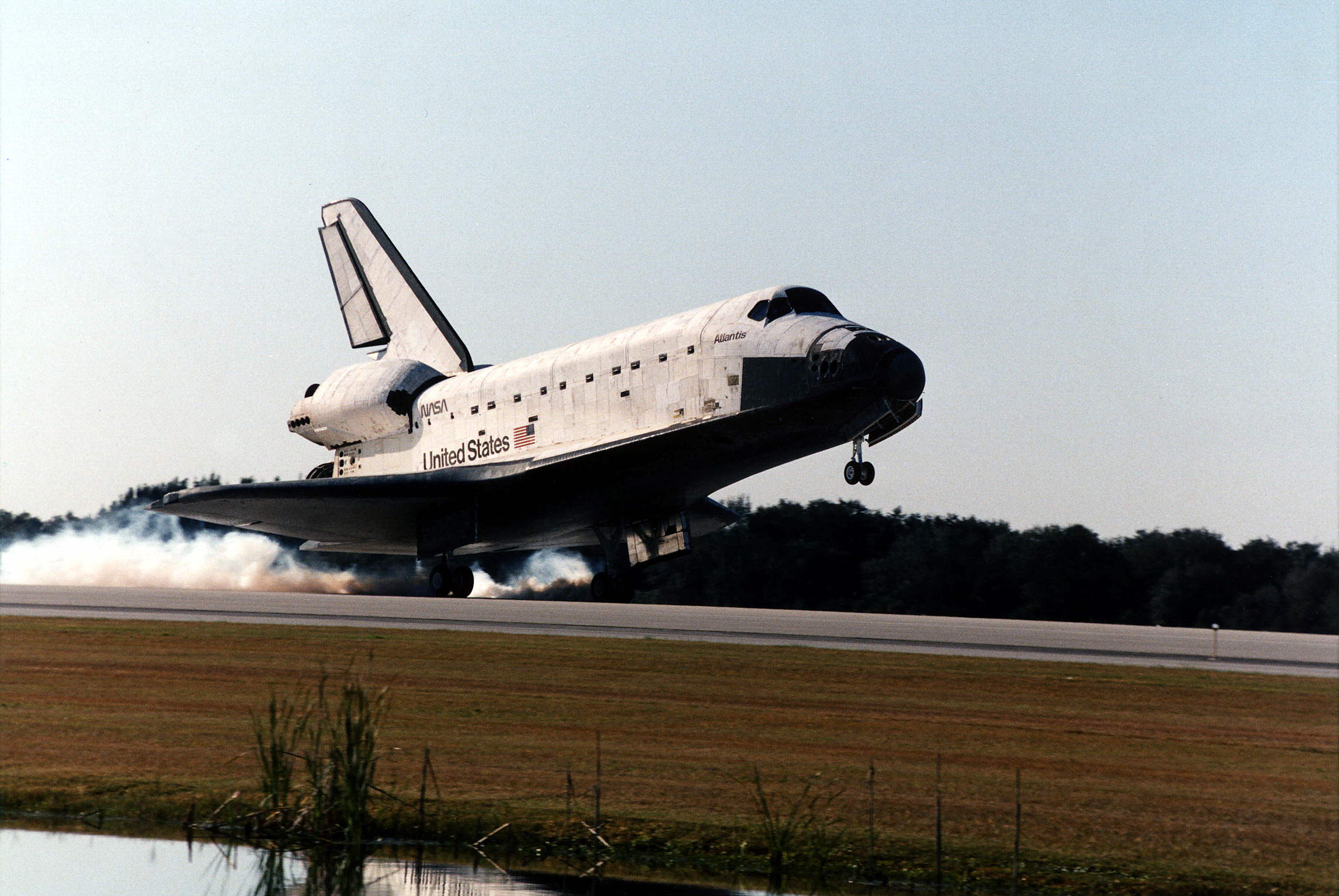
STS-81のミッションでケネディ宇宙センターに帰還するアトランティス

ドッキングは1月14日22時55分ESTに行われ、翌15日0時57分にハッチが開けられた。リネンジャーは、公式には4時45分にブラハと交代した。
また、国際宇宙ステーションのロシアのサービスモジュールで使うために開発されたTreadmill Vibration Isolation and Stabilization System (TVIS)が試験された。国際宇宙ステーション関係のその他の活動としては、オービタの小さな副尺ジェットスラスタが点火され、データが集められた。
1月19日9時15分ESTにドッキングが解除された。アトランティスには、特に故障などはなかった。

## 起床コール
NASAはジェミニ計画の時から伝統的に宇宙飛行士のために音楽を流しており、アポロ15号からは、それを起床のために用いるようになった。それぞれの曲は、しばしば宇宙飛行士の家族が特別に選んだもので、それぞれにとって特別な意味を持つものである。
| 日        | 曲                        | 歌手/作曲家                  |
| --------- | ------------------------- | ---------------------------- |
| 2日目     | "Free Ride"               | エドガー・ウィンター         |
| 3日目     | "It Keeps You Runnin’"    | ドゥービー・ブラザーズ       |
| 4日目     | "Hitchin’ a Ride"         | ヴァニティ・フェア           |
| 5日目     | "Celebration"             | クール・アンド・ザ・ギャング |
| 6日目     | "I Got You (I Feel Good)" | ジェームス・ブラウン         |
| 7日目     | "Mack the Knife"          | ボビー・ダーリン             |
| Day 8日目 | "涙の乗車券"              | ビートルズ                   |
| 9日目     | "My Favorite Marcia"      | The Allison Brown Quartet    |
| 10日目    | "The Banana Boat Song"    | ハリー・ベラフォンテ         |